# Cardiophorus heydeni
Cardiophorus heydeni is een keversoort uit de familie kniptorren (Elateridae). De wetenschappelijke naam van de soort is voor het eerst geldig gepubliceerd in 1915 door Buysson.